# Florence (stacja metra)
Florence – naziemna stacja niebieskiej linii metra w Los Angeles znajdująca się na platformie na Graham Avenue przy skrzyżowaniu z Florence Avenue. Stacja położona jest poza granicami Los Angeles na terenie osady (unicnorporated community) Florence. W pobliżu znajduje się parking typu Park&Ride na 100 miejsc postojowych.

## Godziny kursowania
Tramwaje niebieskiej linii kursują codziennie od około godziny 5:00 do 0:45

## Połączenia autobusowe
- Metro Local: 102, 110, 111, 311, 611
- LADOT DASH: Chesterfield Square